# L'Engrenage (film, 2001)
Pour les articles homonymes, voir Engrenage (homonymie).
Pour plus de détails, voir Fiche technique et Distribution.
L'Engrenage est un film français réalisé par Frank Nicotra, sorti en 2001.

## Fiche technique
- Titre : L'Engrenage
- Réalisation : Frank Nicotra
- Scénario : Frank Nicotra
- Photographie : Pascal Caubère
- Son : Brigitte Taillandier
- Décors : Jean-Luc Grangier
- Costumes : Antoinette Vernier
- Montage : Pascale Chavance
- Musique : Jean-Marie Sénia
- Sociétés de production : MN Productions - Sagittaire Films
- Pays d'origine :  France
- Genre : policier
- Durée : 97 minutes
- Date de sortie : France, 22 août 2001

## Distribution
- Abel Malek : Paul
- Sébastien Funez : Mario
- Dinara Droukarova : Dinara
- Michel Menghetti : Manu
- Bogdan Marian Stanoevitch : Tony
- Pierre-Frank Winterstein : le gitan
- Jean-Michel Bouteau : Fred
- Virginie Peignien : la prostituée
- Isabelle Rimbaud : la femme de Mario
- Bruno Esposito : le barman
- Delphine Sérina : la cousine
- Elisabeth Margoni : la mère de Mario
- Alain Zef : un tueur
- Olivier Cruveiller : un tueur
- Philippe Constantin : Richard
- Miguel Saez : Giovanni
- David Belle : le créancier
- Susan Aubrey : Magalie
- Françoise Pinkwasser : la mère de Giovanni
- Patrice Valota : un barman
- Accursio Nicotra : le père de Mario